# Alexei Petrowitsch Antropow

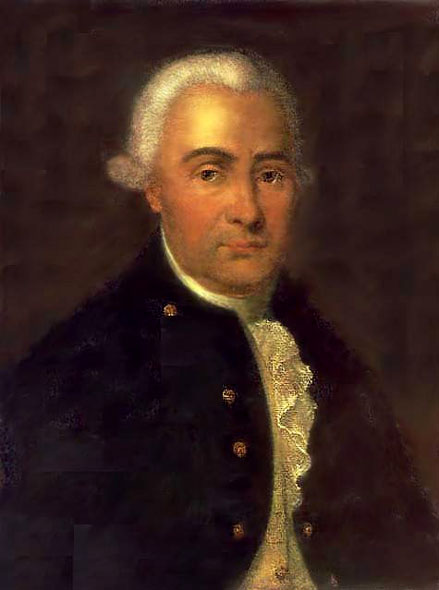
Selbstporträt, Öl auf Leinwand, 1784

Alexei Petrowitsch Antropow (russisch Алексей Петрович Антропов; * 14. Märzjul. / 25. März 1716greg. in Sankt Petersburg; † 12. Junijul. / 23. Juni 1795greg. ebenda) war ein russischer Maler des Rokokos. Er war Hofmaler unter Zar Peter III. (1728–1762) und bei dessen Ehefrau, der späteren Zarin Katharina II., der Großen (1729–1796).